# Port lotniczy Alfonso Bonilla Aragón
Port lotniczy Alfonso Bonilla Aragón (IATA: CLO, ICAO: SKCL) – międzynarodowy port lotniczy położony w Palmirze koło Cali, w Kolumbii.

## Linie lotnicze i połączenia
- American Airlines (Miami)
- Avianca (Bogotá, Madrid, Medellín, Miami, New York-JFK, Pasto, Tumaco)
  - Obsługiwane przez SAM (Barranquilla, Bogotá, Cartagena, Medellín)
- Copa Airlines (Panama)
  - Obsługiwane przez Copa Airlines Colombia (Bogotá, Panama, San Andrés Island)
- SATENA (Bogota, Guapi, Ipiales, Medellín-Olaya Herrera, Quibdó, Tumaco)
- TAME (Esmeraldas, Quito)
- TAC (Timbiqui, El Charco)